# Dithalama cosmospila
Dithalama cosmospila là một loài bướm đêm thuộc họ Geometridae. Nó được tìm thấy ở Úc.